# Edward J. Roye Building
Das Edward J. Roye Building ist ein Hochhaus in der liberianischen Hauptstadt Monrovia. Das ehemalige Regierungsgebäude wurde nach dem fünften Präsidenten der Republik Liberia, Edward J. Roye (1815–1852) benannt.

## Architektur
Das Bauwerk wurde vom liberianischen Star-Architekten Winston Richards entworfen, der seit den 1970er Jahren als leitender Architekt und Städteplaner zahlreiche Gebäude und Verkehrsbauwerke in Liberia entwarf. Das architektonisch an europäische und amerikanische Hochhäuser orientierte Gebäude wurde als Eingangstor zur Stadt konzipiert.

## Nutzung
Das Hochhaus wurde ursprünglich für die älteste Partei Liberias, die True Whig Party errichtet. Allerdings wurde es in den 70er-Jahren auch von der Regierung genutzt und anderen Organisationen genutzt.

## Ort
Das Edward J. Royce Building liegt in der Ashmun Street im Geschäftsbezirk Monrovias. Es dominiert noch immer die Skyline und befindet sich in unmittelbarer Nähe zur Gabriel Tucker Bridge über den Mesurado River.

## Zerstörung
Während des Bürgerkrieges wurde das Hochhaus von den Rebellen beschossen und in Brand gesteckt, es wurde danach vollständig ausgeplündert und ist heute eine Ruine. In Folge dieser Zerstörung protestierte die True Whip Party gegen den Verfall des Gebäudes, da es noch im Besitz der Partei sei und verklagte die liberianische Regierung.